# فئة (رياضيات)
الفئة في الرياضيات،هي بنية جبرية تضم «أشكالًا» تربطها «أسهم». إن للفئة سمتين أساسيتين: القدرة على جمع الأسهم على نحو ترابطي ووجود سهم مماثل لكل شكل. يوجد من بين الأمثلة البسيطة فئة المجموعات، التي تكون الأشكال فيها عبارة عن مجموعات أما الأسهم فتكون عبارة عن دالات رياضية. من ناحيةٍ أخرى، يمكن فهم أي مونويد على أنه نوعٌ خاص من الفئة، وهكذا يكون أي تسلسل. وربما تكون الأشكال والأسهم بشكل عام وحدات مجردة من أي نوع، ويقدم مفهوم الفئة طريقة أساسية ومجردة لوصف الوحدات الرياضية وعلاقاتها. تلك هي الفكرة الرئيسية لـنظرية التصنيف، وهو فرع من الرياضيات يسعى لتعميم الرياضيات فيما يتعلق بالأشكال والأسهم، بغض النظر عما تمثله الأشكال والأسهم. يمكن وصف كل فرع من فروع الرياضيات الحديثة من حيث الفئات، فتكرار ذلك كثيرًا يكشف أبعادًا عميقة وتشابهاتٍ بين مجالات مختلفة في الرياضيات بشكل ظاهري. لمزيدٍ من الملاحظات التاريخية الشاملة والدافعة، انظر نظرية الفئات وقائمة بموضوعات نظرية الفئات.
تتسم أية فئتين بالتماثل إذا كان بهما نفس مجموعة الأشكال، ونفس مجموعة الأسهم، ونفس الطريقة الترابطية في جمع زوج من الأسهم. ويمكن أيضًا أن تعتبر فئتين «متساويتين» لأغراض نظرية الفئات، حتى وإن لم تكونا متماثلتين بدقة.
يُشار إلى الفئات المعروفة بكلمة قصيرة مكتوبة بأحرف كبيرة أو باختصار بخط عريض أو مائل: تشمل الأمثلة مجموعة، وفئة الـمجموعات، ودالات رياضية؛ حلقة، وفئة الـحلقات، والـتشاكلات؛ وفئة الأفضية الطوبولوجية، وفئة الأفضية الطوبولوجية والدالات المستمرة. إن لكلٍ من الفئات السابقة دالة محايدة بصفتها سهم وتركيب بصفتها العملية الترابطية في الأسهم.
إن النص القياسي لنظرية الفئات هو الفئات لعلماء الرياضة (Categories for the Working Mathematician) لـسونديرز ماك لين (Saunders Mac Lane). هناك مزيد من المراجع في قسم الـمراجع أدناه. إن أغلب التعريفات الأساسية في هذا المقال موجودة في الفصول الأولى في أي من هذه الكتب.
ف